# Púrana Kasszapa
Púrana Kasszapa indiai aszkéta tanító volt az i.e. 5-4. században. Vardhamána és a történelmi Buddha kortársa volt.
Púrana a "nem cselekvés" (páli, szanszkrit: akirijaváda) tanát hirdette, amely szerint a test a lélektől, az érdemtől és a büntetéstől függetlenül cselekszik. A páli kánonban Púranát (Makkhali Goszálával aszkétával együtt) ahetuvadin-nak tekintik (az érdemből származó) „okozatiság tagadója”.
Púrana világnézetével kapcsolatban a Samannaphala-szutta (DN 2) a következő példát hozza fel. Eszerint Púrana azt mondta:
"...[A]mikor valaki cselekszik vagy másokat cselekvésre késztet, csonkít vagy másokat csonkításra bír, kínoz vagy mások által kínoztat, szomorúságot okoz vagy másokat rávesz, hogy szomorúságot okozzanak, megfélemlít vagy másokat vesz rá, hogy megfélemlítsenek, gyilkol vagy másokat gyilkolásra késztet, lop, betör, vagyont tulajdonít el, csempészik, csapdát állít fel, házasságtörést követ el, hazudik, akkor sem követ el gonoszságot. Ha egy pengeéles lemezzel a Föld összes élőlényét egy húshegybe kaszabolná, nem származna abból a cselekedetből bűn. Még ha valaki végig sétálna a Gangesz jobb partján gyilkolászva és másokat gyilkolásra késztetve, másokat megcsonkítva vagy rábírva, hogy csonkítsanak, kínozzanak, akkor sem származna bűn a cselekedetéből... Nagylelkűséggel, önfegyelemmel, önmegtartóztatással és igaz beszéddel nem érhető el érdem, nem származik belőle jó.'
Az Anguttara-nikája arról is beszámol, hogy Púrana állítólag mindentudó volt.  A Dhammapada szövegmagyarázatában Púrana állítólag öngyilkosságot követett el.